# 벳쇼촌 (나가노현)
벳쇼촌(別所村)은 나가노현 지사가타군에 있던 촌이다. 현재의 우에다시에 해당한다.

## 역사
- 1889년 4월 1일 - 근세이후의 벳쇼촌이 단독으로 자치체를 형성하였다.
- 1956년 5월 1일 - 나카시오다촌, 히가시시오다촌, 니시시오다촌과 합병해 시오다정이 성립하여, 동일 벳쇼촌은 폐지되었다.

## 참고문헌
- 角川日本地名大辞典 20 長野県